# 劉復國
劉復國（1958年10月20日—），中華民國（臺灣）軍事戰略學者，臺北市人，畢業於英國赫爾大學博士、英國南安普敦大學及政大外交雙碩士，現任政大TCSS主任、APPRA（亞太政策研究協會）理事長、《戰略安全研析》及《Strategic Vision》主編、國防院《戰略與評估》編委、21世紀基金會兩岸中心顧問，曾任國立政治大學創新國際學院院長、國立政治大學國關中心歐美所長、國立政治大學國際事務學院國安專班教授、亞太安全合作理事會中華民國委員會執行長、澳門大學政府暨公共行政系客座教授、美國布魯金斯研究院客座研究員、美國喬治城大學訪問學者、日本青山學院大學客座研究員、外交部參事、外交部研設會主委、國防部國防報告書諮委、行政院陸委會諮委、國際關係學會理事等職。

## 現職
劉復國為國立政治大學國際關係研究中心專任研究員出身（已於2024年2月1日屆齡退休），目前兼任該中心旗下單位：臺灣安全研究中心（TCSS）第一任主任。TCSS由美國麥克阿瑟基金會（The MacArthur Foundation）資助設立，主要目的在建構臺灣安全與兩岸和平機制，劉復國以兩岸外交休兵與軍事互信為例，進行學術界在政策上先行思考的方向（學者方面包含林正義、李瓊莉、李大中、左正東、王冠雄、劉德海、李明、劉立倫教授等人），並隆重邀請到臺灣軍界的前國防大學校長陳永康上將（現任立法院立法委員）、前空軍官校校長田在勱中將、前空軍副司令張延廷中將、前國防大學政戰主任胡瑞舟少將、前海軍司令部戰訓處長陳可乾少將、前海軍司令部副參謀長夏光亞少將、前海軍教準部副指揮官袁念熹少將及前陸軍八軍團副指揮官郭力升少將等眾多位三軍退役將領加入常態運作，此一紀錄為國內少見。

## 著作
- 《External Incentives, Industrial Development and Regional Economic Integration》
  - （《外部誘因、工業發展與區域經濟整合：歐盟之研究》）
    - 英國赫爾大學博士論文（1994年12月）
- 《從世界各國國防體制探討我國防組織：英國國防體制之研究》
- 《東南亞恐怖主義與亞太安全》
- 《領土爭端與民族認同危機的案例研究》
- 《亞太區域經濟合作與兩岸合作前景展望》
- 《美中關係變遷與亞太安全新架構》
- 《2010年南海地區形勢評估報告》
- 《2013年南海地區形勢評估報告》
- 《South China Sea Lawfare: Legal Perspectives and International Responses to the Philippines v. China Arbitration Case》
  - （《南海法律戰：法學觀點與對南海仲裁案的國際回應》）
- 《South China Sea Lawfare: Post-Arbitration Policy Options and Future Prospects》
  - （《南海法律戰：仲裁案後的政策選項與未來展望》）
- 《Security Turbulence in Asia: Shaping New Strategy in Japan and Taiwan》
  - （《亞洲的安全動盪：形塑中的日本與臺灣新戰略》）
- 《Defense Policy and Strategic Development: Coordination Between Japan and Taiwan》
  - （《國防政策與戰略發展：日本與臺灣之間的合作》）